# Хендрикс, Кай
Кай Хендрикс (нидерл. Kaj Hendriks, род. 19 августа 1987) — голландский спортсмен, гребец, призёр чемпионата Европы и мира по водным видам спорта, а также Летних Олимпийских игр 2016 года по академической гребле.

## Биография
Кай Хендрикс родился 19 августа 1987 года в городе Девентер. Тренируется на базе клуба «U.S.R. Triton». Профессиональную карьеру гребца начал с 2006 года. Врачи диагностировали у Хендрикса грыжу межпозвоночных дисков, но после проведенной операции и периода восстановления, он смог принять дальнейшее участие в гребном спорте.
Первые опыт на соревнования международного уровня Хендрикс приобрел на II этапе кубка мира по академической гребле 2009 года в Мюнхене (2009 WORLD ROWING CUP II). В составе четверки, с результатом 06:29.020 он занял 5 место, пропустив вперед соперников из Польши, Китая, Великобритании и Хорватии.
Чемпионский титул и первую золотую медаль Хендрикс выиграл на чемпионате Европы по академической гребле 2009 года (до 23 лет), что проходил в Рачицах. С результатом 06:06.030 в заплыве четверок, голландская команда заняли первое место, оставив позади соперников из Турции (06:15.420 — 2е место) и России (06:19.150 — 3е место).
Следующим этапом в его карьере стало участие на чемпионате мира по академической гребле 2013 года в Чхунджу. Первое место в заплыве четверок с результатом 6:13.95 заняла голландская команда (Боаз Мейлинк, Кай Хендрикс, Роберт Люкен и Мехил Верслёис). Серебро и бронза достались гребцам из Австралии (6:14.58) и США (6:15.46). Спустя два года, на чемпионате мира по академической гребле 2015 года в Эгбелет-ле-Лак, Хендрикс занял третье место в составе восьмёрки.
Во время Летних Олимпийских играх 2016 в Рио-де-Жанейро Хендрикс выиграл бронзовую медаль в заплыве восьмерок. Команда голландских гребцов с результатом 05:31.590 уступили первенство командам из Великобритании (05:29.630— 2е место) и Германии (05:30.960— 3е место).